# Winduhaji (Kuningan)
Winduhaji is een bestuurslaag in het regentschap Kuningan van de provincie West-Java, Indonesië. Winduhaji telt 5787 inwoners (volkstelling 2010).